# Stelis desantiagoi
Stelis desantiagoi là một loài thực vật có hoa trong họ Lan. Loài này được Solano & Salazar mô tả khoa học đầu tiên năm 2007.